# Лоїс Лоурі
Лоїс Лоурі (англ. Lois Lowry; нар. 20 березня 1937, Гонолулу) — американська письменниця, автор понад тридцяти дитячих книг, двічі лауреат медалі Джона Ньюбері (1990, 1994).

## Біографія
Лоїс Лоурі народилася 20 березня 1937 року в Гонолулу (Гаваї), у Роберта і Кетрін (Лендіс) Хаммерсберг. Спочатку батьки називали її Сіна на честь бабусі, народженої в Норвегії, але коли бабуся дізналася про це, вона телеграфувала, що дитина повинна мати американське ім'я. Її батьки обрали імена Лоїс і Енн, на честь сестер батька.
У сім'ї було троє дітей, Лоїс була середньою. У неї була старша сестра Хелен, і молодший брат Джон. Хелен, старше Лоїс на три роки, померла в 1962 році у віці 28 років. Цей досвід вплинув на Лоїс і вона написала свою першу книгу — «A Summer to Die» — книга про молоду дівчину, яка трагічно втрачає свою старшу сестру. Брат Лоїс Джон, молодший за неї на 6 років, став доктором. Вони продовжують перебувати в близьких стосунках.
Батько Лоїс був військовим лікарем-дантистом. Завдяки його роботі сім'я часто переїжджала й об'їздила всі Сполучені Штати та світ.
У 1954 році Лоїс вступила до Університету Брауна. Вона відвідувала його 2 роки, поки не вийшла заміж в 19 років за Дональда Лоурі, офіцера армії США, в 1956 році. У них народилося четверо дітей: дочки Алекс і Крістін, і сини Грей і Бенджамін.
Лоурі часто переїжджали. Вони жили в Каліфорнії, Коннектикуті (де народилася Алекс), Флориді, де народився Грей, Південній Каліфорнії, Кембриджі (Массачусетс), де народилися Крістін та Бенджамін. Сім'я осіла в Кембриджі після того, як Дональд залишив службу в армії, щоб вступити до Гарвардської юридичної школи. Після того, як Дональд закінчив школу, сім'я переїхала в Портленд (Мен).
Коли діти досить підросли, Лоурі знайшла час, щоб закінчити своє навчання англійської літератури в Університеті Південного Мена в Портленді в 1972 році.